# Helicopelta rostricola
Helicopelta rostricola is een slakkensoort uit de familie van de Addisoniidae. De wetenschappelijke naam van de soort is voor het eerst geldig gepubliceerd in 1996 door Marshall.